# ORP Zręczny (1950)
ORP Zręczny – polski ścigacz okrętów podwodnych z okresu zimnej wojny, a wcześniej radziecki BO-296 i MPK-296, jeden z ośmiu pozyskanych przez Polskę okrętów projektu 122bis. Okręt został zwodowany 1 września 1950 roku w stoczni numer 340 w Zielenodolsku, a do służby w Marynarce Wojennej ZSRR przyjęto go w listopadzie tego roku. W 1957 roku jednostka została wydzierżawiona przez Polskę i 15 grudnia tego roku weszła w skład Marynarki Wojennej. Okręt, oznaczony podczas służby znakami burtowymi DS-46 i 366, został skreślony z listy floty w styczniu 1971 roku.

## Projekt i budowa
Prace nad dużym ścigaczem okrętów podwodnych, będącym rozwinięciem ścigaczy proj. 122A, rozpoczęły się w ZSRR w 1943 roku. Ostateczny projekt jednostki powstał w biurze konstrukcyjnym CKB-51 w Gorki w 1944 roku. W porównaniu do poprzedników nowe okręty miały większą wyporność, doskonalsze uzbrojenie ZOP i wzmocniony kadłub, a przez to wzrosła ich dzielność morska. W 1946 roku rozpoczęto ich produkcję seryjną, budując łącznie 227 okrętów .
Na początku lat 50. w Państwowej Komisji Planowania Gospodarczego i Sztabie Generalnym Wojska Polskiego zapadły decyzje o rozpoczęciu licencyjnej budowy ścigaczy projektu 122bis w polskich stoczniach. W styczniu 1953 roku przygotowana w Zielenodolsku dokumentacja techniczna (pod oznaczeniem proj. 125) dotarła do Polski, jednak kłopoty z uruchomieniem produkcji okrętów wymusiły w październiku 1954 roku decyzję o rezygnacji z ich budowy w kraju. W zamian postanowiono zakupić lub wydzierżawić w ZSRR gotowe jednostki tego typu.
BO-296 (ros. Bolszoj Ochotnik – Большой Охотник – „duży ścigacz”) zbudowany został w stoczni numer 340 w Zielenodolsku (nr budowy 491) . Stępkę okrętu położono 24 lipca 1950 roku, a zwodowany został 1 września 1950 roku . BO-291 także powstał w stoczni numer 340 w Zielenodolsku (nr budowy 486); jego stępkę położono 3 czerwca 1950 roku, a wodowanie odbyło się 10 sierpnia tego roku .

## Dane taktyczno-techniczne

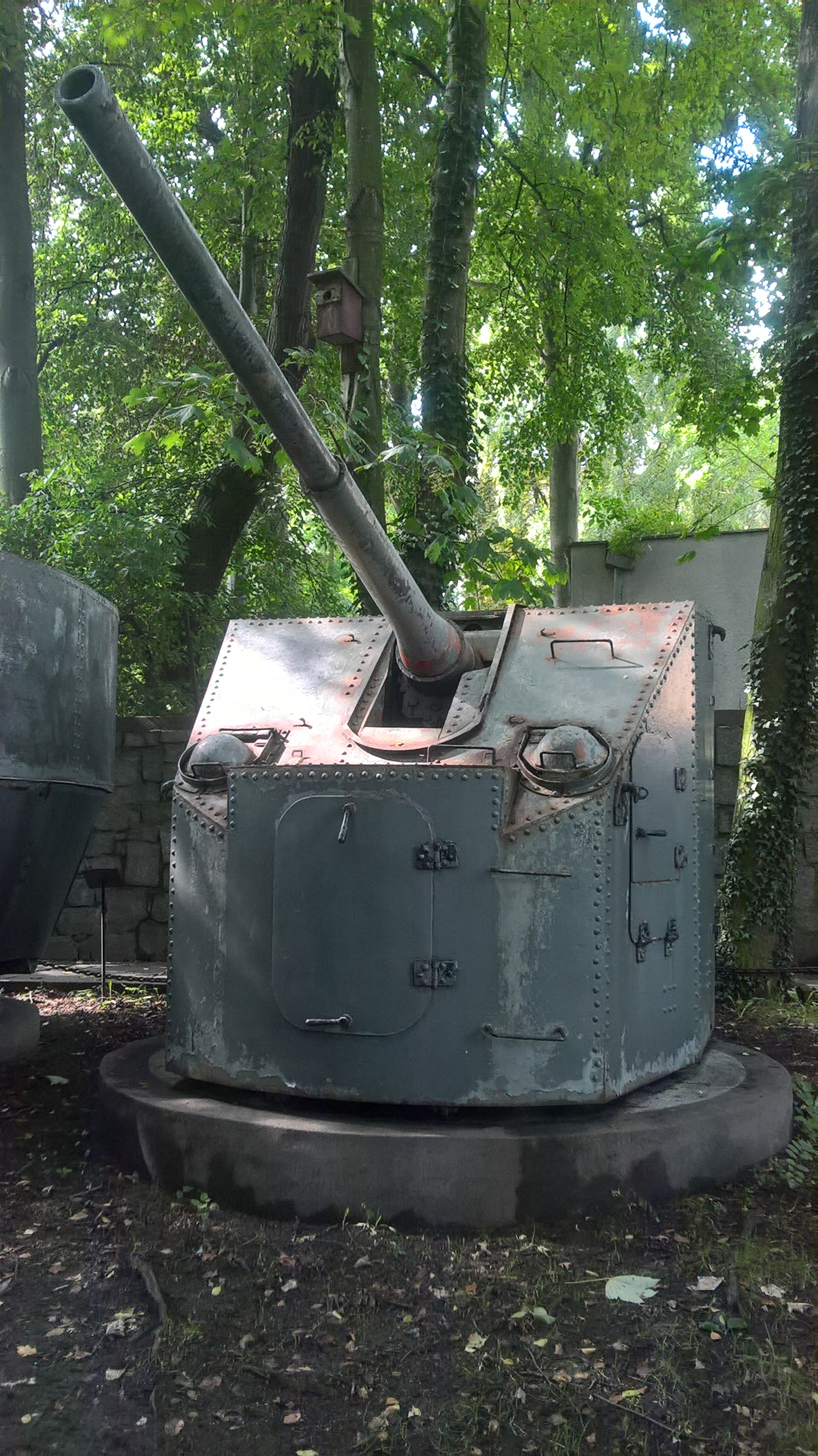
Armata morska 90-K kal. 85 mm pochodząca z jednego ze ścigaczy proj. 122bis, Muzeum Marynarki Wojennej w Gdyni

Okręt był dużym, pełnomorskim ścigaczem okrętów podwodnych. Długość całkowita wynosiła 52,2 metra (49,5 metra na konstrukcyjnej linii wodnej), szerokość 6,6 metra i zanurzenie 2,2 metra . Kadłub podzielony był na dziesięć przedziałów wodoszczelnych i miał na większej części dno podwójne. Wyporność standardowa wynosiła 302 tony, a pełna 336 ton.
Okręt napędzany był przez trzy silniki wysokoprężne 9D o mocy 809 kW (1100 KM) każdy, z których dwa zewnętrzne umieszczone były w maszynowni dziobowej, a środkowy – w przedziale rufowym. Trzy wały napędowe, połączone z silnikami sprzęgłami zębatymi typu 4MA, poruszały trzema trójłopatowymi śrubami o średnicy 1,13 metra każda. Maksymalna prędkość okrętu wynosiła 18,7 węzła, a ekonomiczna 12 węzłów. Okręt zabierał 18 ton paliwa, co pozwalało osiągnąć zasięg wynoszący 3000 Mm przy prędkości 8,5 węzła lub 399 Mm przy prędkości 18,5 węzła. Energię elektryczną zapewniały dwa generatory wysokoprężne DG-18 . Autonomiczność wynosiła 10 dób .
Uzbrojenie artyleryjskie jednostki stanowiło umieszczone na dziobie, osłonięte tarczą pancerną, pojedyncze działo kalibru 85 mm L/52 90-K, z zapasem amunicji wynoszącym 230 sztuk. Kąty ostrzału wynosiły 0–155° na każdą burtę, kąt podniesienia lufy od -5 do +85°, donośność pozioma 15 500 metrów (pionowa 10 500 metrów), a teoretyczna szybkostrzelność 18 strz./min. W części rufowej znajdowały się dwa pojedyncze działka plot. kal. 37 mm 70-K L/73 (również osłonięte tarczami pancernymi), z zapasem amunicji wynoszącym 1000 sztuk na lufę. Kąt podniesienia lufy wynosił od -10 do +85°, donośność pozioma 8400 metrów (pionowa 5000 metrów), a teoretyczna szybkostrzelność 150 strz./min. Prócz tego na okręcie zamontowano trzy podwójne stanowiska wielkokalibrowych karabinów maszynowych 2M-1 kal. 12,7 mm L/79, z zapasem 2000 sztuk amunicji na lufę (jedno na dziobie, za działem kal. 85 mm i dwa za kominem na pokładzie przy burtach). Kąt podniesienia lufy wynosił od -10 do +90°, donośność pozioma 3500 metrów (pionowa 1500 metrów), a teoretyczna szybkostrzelność 250 strz./min. Broń ZOP stanowiły dwa rakietowe miotacze bomb głębinowych RBU-1200 na dziobie jednostki (z zapasem 32 bomb RGB-1, a później RGB-12), dwa miotacze typu BMB-1 i dwie zrzutnie bomb głębinowych B-1 (z łącznym zapasem 30 bomb). Alternatywnie okręt mógł przenosić do 18 min .
Wyposażenie uzupełniał trał kontaktowy KPT-1, fumator DA-3 i 10 świec dymnych MDSz. Wyposażenie radioelektroniczne obejmowało radiostację R-609, dwa kompasy magnetyczne, żyrokompas Kurs-4, log 1R-2, echosondę NEŁ-3, sonar Tamir-11 oraz radar Lin’.
Załoga okrętu składała się z 54–55 oficerów, podoficerów i marynarzy .

## Służba

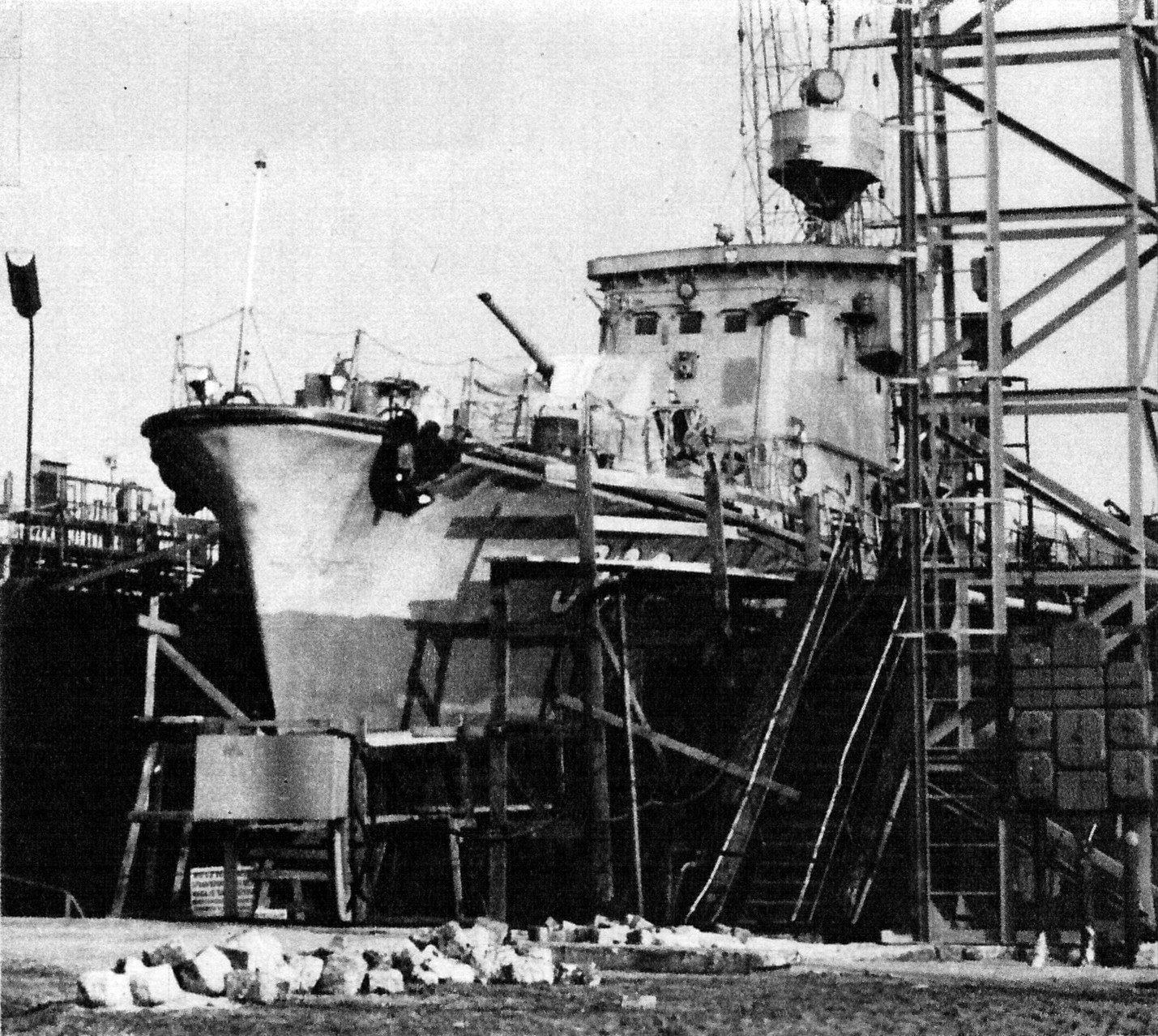
Remont jednego z polskich ścigaczy proj. 122bis

BO-296 został przyjęty do służby w Marynarce Wojennej ZSRR 25 listopada 1950 roku . Okręt służył początkowo w 4. (południowej) Flocie Bałtyckiej. W 1952 roku na ścigaczu stację radiolokacyjną Gjujs-1M wymieniono na nowszy model Nieptun, a w latach 1954–1955 zamiast Nieptuna zamontowano radar Lin’; wymieniono też sonar Tamir-10 na Tamir-11. 24 grudnia 1955 roku ścigacz przyporządkowano połączonej Flocie Bałtyckiej. 27 grudnia 1956 roku w związku ze zmianą klasyfikacji okręt otrzymał nazwę MPK-296 (ros. Małyj Protiwołodocznyj Korabl) .
1 sierpnia 1957 roku, na mocy zawartego z ZSRR porozumienia, jednostka została wydzierżawiona przez Polskę na okres pięciu lat (wraz z bliźniaczymi ścigaczami „Zwinny”, „Wytrwały” i „Groźny”) . 15 grudnia 1957 roku na Oksywiu ścigacz pod nazwą ORP „Zręczny” został przyjęty w skład Marynarki Wojennej, rozkazem Ministra Obrony Narodowej nr 072/Org. z 13 grudnia. Nazwa okrętu nawiązywała do cechy charakteru, jaką m.in. powinien charakteryzować się żołnierz. Pierwszym polskim dowódcą jednostki został por. mar. Bronisław Szewczyk. Okręt z oznaczeniem burtowym DS-46 (od „Duży Ścigacz”) wszedł w skład II grupy poszukująco-uderzeniowej Dywizjonu Dozorowców i Dużych Ścigaczy Brygady Obrony Wodnego Rejonu Głównej Bazy, stacjonując na Helu. Zadaniem jednostki było poszukiwanie i zwalczanie wrogich okrętów podwodnych oraz eskorta własnych okrętów, zespołów desantowych i statków handlowych.
18 czerwca 1958 roku „Zręczny” wraz ze „Zwrotnym” udały się na Morze Północne na spotkanie okrętu szkolnego „Gryf”, a w drodze powrotnej wzięły udział w obchodach Święta Morza w Szczecinie. W 1958 roku wyposażenie radioelektroniczne jednostki uzupełniono o system rozpoznawczy „swój-obcy” typu Kremnij-2, składający się z urządzenia nadawczego Fakieł-MZ i odbiorczego Fakieł-MO.
W lutym 1959 roku, podczas ćwiczeń z użyciem rakietowych bomb głębinowych jedna z nich nie odpaliła i została rozbrojona z narażeniem życia przez dwóch członków załogi. W połowie marca „Zręczny”, „Zwrotny” i „Nieugięty” odbyły rejs nawigacyjny wzdłuż wybrzeży Szwecji, z opłynięciem Bornholmu i zawinięciem do Świnoujścia. W czerwcu okręt uczestniczył w paradzie z okazji obchodów Dni Morza w Szczecinie, obserwowanej przez I sekretarza KC PZPR Władysława Gomułkę, premiera Józefa Cyrankiewicza, ministra obrony narodowej gen. broni Mariana Spychalskiego, dowódcę MW kadm. Zdzisława Studzińskiego i I sekretarza Bułgarskiej Partii Komunistycznej Todora Żiwkowa.
4 stycznia 1960 roku numer burtowy okrętu został zmieniony na 366 . Od 3 do 10 września ścigacz (wraz z „Czujnym”, „Zawziętym” i „Groźnym”) wziął udział w rejsie nawigacyjnym do portów Niemieckiej Republiki Demokratycznej, odwiedzając Warnemünde, Stralsund i Sassnitz.
Od stycznia 1961 roku okręt włączono do Dywizjonu Ścigaczy, nadal bazując na Helu. W drugiej połowie maja sześć ścigaczy proj. 122bis (OORP „Zręczny”, „Zwinny”, „Czujny”, „Nieugięty”, „Wytrwały” i „Zwrotny”) wzięło udział w ćwiczeniach artyleryjskich pod Ustką. W czerwcu „Zręczny”, „Zwrotny”, „Zwinny” i „Wytrwały” w ramach obchodów Dni Morza zostały udostępnione do zwiedzania w Gdańsku, Gdyni, Sopocie i Kołobrzegu. W dniach 1–7 sierpnia na wodach Zatoki Gdańskiej „Zręczny”, „Zwinny”, „Czujny” i „Zwrotny” wzięły udział w ćwiczeniach ZOP bałtyckich flot Układu Warszawskiego. W październiku ORP „Zręczny” zdobył tytuł najlepszego okrętu Marynarki Wojennej III rangi. 8 listopada okręt trafił do stoczni na remont, podczas którego 12 listopada na jednostce doszło do pożaru, który strawił część instalacji elektrycznej.
Remont ścigacza trwał do kwietnia 1962 roku. Między 7 a 14 maja wszystkie polskie ścigacze proj. 122bis wzięły udział w rejsie nawigacyjno-szkoleniowym wzdłuż południowego wybrzeża Morza Bałtyckiego na trasie od Helu poprzez Kołobrzeg, Świnoujście, Szczecin (do którego zawinęło pięć okrętów, w tym „Zręczny”), Sassnitz i Warnemünde (gdzie dotarły trzy jednostki); trasa powrotna prowadziła przez Ustkę na Hel. Od 17 do 21 maja cały Dywizjon Ścigaczy uczestniczył w ćwiczeniach osłony desantu i zabezpieczenia jego przebiegu; pod koniec maja i 7 czerwca ścigacze przeprowadziły ćwiczenia artyleryjskie. 8 czerwca na „Zręcznym” gościli polscy pisarze i publicyści, m.in. Leon Pasternak, Marian Drozdowski i Wojciech Żukrowski. 12 czerwca okręt wyszedł w rejs z radziecką delegacją rządową, a cztery dni później przewiózł po gdyńskim porcie delegację z Senegalu. Po zakończeniu okresu dzierżawy jednostka wraz z pozostałymi siedmioma ścigaczami została zakupiona przez polski rząd od ZSRR (łączny koszt ośmiu okrętów wyniósł 200 tys. zł). Od 28 września do 7 października siedem okrętów proj. 122bis (ze „Zręcznym”, a bez „Groźnego”) wzięło udział w manewrach sił morskich UW oznaczonych kryptonimem Bałtyk 62, które odbyły się u wybrzeży Polski i NRD.
W czerwcu 1963 roku „Zręczny” i „Nieugięty” uczestniczyły w ćwiczeniach Brygady Obrony Wodnego Rejonu Głównej Bazy oraz całej floty, a w połowie sierpnia obie jednostki wzięły udział w manewrach bałtyckich państw Układu Warszawskiego. 1 maja te same okręty zostały udostępnione publiczności do zwiedzania w Gdańsku. Od 28 sierpnia do 17 września okręt trafił do stoczni na remont bieżący. Remont średni przeprowadzono na „Zręcznym” między 28 maja 1964 roku a kwietniem 1965 roku (wiązało się to z przeniesieniem jednostki do II rezerwy i zmniejszeniem liczebności załogi do kilkunastu osób).
Od 1 czerwca 1965 roku okręt przyporządkowano do 11. Dywizjonu Ścigaczy 9. Flotylli Obrony Wybrzeża. 27 czerwca, podczas Święta Marynarki Wojennej, ścigacz został udostępniony do zwiedzania przy Bramie Zielonej w Gdańsku. We wrześniu kolejno „Zręczny”, „Zwinny” i „Zwrotny” dozorowały po 10 dni rejon Cieśnin Duńskich. W dniach 7–10 grudnia „Zręczny”, „Zawzięty” i „Zwrotny” uczestniczyły w rejsie wzdłuż wybrzeży Szwecji, wokół Bornholmu.
W sierpniu 1966 roku na poligonie koło Ustki OORP „Zręczny”, „Zawzięty” i „Wytrwały” ćwiczyły wykrywanie pól minowych przy pomocy sonaru i niszczenie ich z użyciem rakietowych bomb głębinowych. We wrześniu ścigacze „Zręczny”, „Czujny” i „Nieugięty” uczestniczyły w rejsach dozorowych w zachodniej części Morza Bałtyckiego. Na początku października „Zręczny”, „Zawzięty” i „Zwinny” reprezentowały 11 Dywizjon Ścigaczy na ćwiczeniach sił okrętowych MW.
W dniach 8–13 maja 1967 roku 11 Dywizjon Ścigaczy (bez uszkodzonych „Wytrwałego” i „Zawziętego”) wziął udział w ćwiczeniach 9. Flotylli Obrony Wybrzeża. Obejmowały one prócz zwalczania okrętów podwodnych także nocne strzelania, stawianie min, eskortę konwojów czy działania w strefie skażeń bronią masowego rażenia. Z powodu zaostrzenia sytuacji międzynarodowej w wyniku wybuchu trzeciej wojny izraelsko-arabskiej w czerwcu podniesiono stan gotowości bojowej ścigaczy, intensyfikując rejsy dozorowe (m.in. w dniach 15–30 czerwca w rejonie Ustki patrolowały „Czujny”, „Wytrwały” i „Groźny”, a od 24 lipca do 10 sierpnia „Zręczny”, „Nieugięty” i „Groźny”). W dniach 12–20 lipca sześć ścigaczy 11. Dywizjonu (prócz „Zwinnego” i „Zawziętego”) wzięło udział w ćwiczeniach całej polskiej floty pod kryptonimem Neptun-67. Na przełomie sierpnia i września jednostka wraz wszystkimi pozostałymi ścigaczami proj. 122bis wzięła udział we wspólnych z Volksmarine ćwiczeniach Wrzesień-67.
W 1968 roku ORP „Zręczny” znajdował się w złym stanie technicznym (podobnie jak pozostałe bliźniacze ścigacze). Rozkaz Dowódcy MW nr 030/DMW z 6 maja 1968 roku wprowadził ograniczenia w eksploatacji zużytych jednostek: mogły pływać do stanu morza 6 i przy maksymalnej sile wiatru 8° B, a „całą naprzód” mogły utrzymywać jedynie przez godzinę i to w wyjątkowych wypadkach. W dniach 10–16 lipca wszystkie ścigacze proj. 122bis uczestniczyły w ćwiczeniach polskiej floty, a pod koniec miesiąca w manewrach sił Układu Warszawskiego pod kryptonimem Północ 68.
Od 21 do 22 kwietnia 1969 roku OORP „Zręczny”, „Zwinny”, „Czujny” i „Zwrotny” były kontrolowane przez zespół ze Sztabu Generalnego Wojska Polskiego, otrzymując ocenę bardzo dobrą. Od 12 do 18 maja OORP „Zręczny”, „Zwinny” i „Nieugięty” z dowódcą 11 Dywizjonu Ścigaczy wzięły udział w rejsie nawigacyjnym w rejon Cieśnin Duńskich z przejściem przez Sund i Wielki Bełt, zawijając do Warnemünde, Stralsundu i Świnoujścia. Od 10 lipca do 12 sierpnia kolejno „Nieugięty”, „Zwinny” i „Zręczny” dozorowały rejon Cieśnin Duńskich. Między 14 a 28 września sześć ścigaczy z 11 Dywizjonu (oprócz „Groźnego” i „Zawziętego”) uczestniczyło w wielkich manewrach flot Układu Warszawskiego Odra-Nysa-69. Prócz zadań ZOP okręty ćwiczyły eskortowanie konwojów i sił głównych oraz niszczenie zagród minowych, a na koniec wzięły udział w desancie na plażach pod Ustką.
Na początku kwietnia 1970 roku OORP „Zręczny” i „Zwrotny” uczestniczyły nieopodal Bałtyjska w ćwiczeniach ZOP z okrętami radzieckimi. W sierpniu okręt odbył trwający 12 dni rejs dozorowy w Zatoce Meklemburskiej. 1 września rozkazem Dowódcy Marynarki Wojennej nr 04/Org. ORP „Zręczny” stał się okrętem szkolnym, z ograniczeniem pływania przy wietrze nieprzekraczającym 3 B i w maksymalnej odległości od portu 20 Mm.
Okręt został skreślony listy floty 1 stycznia 1971 roku, a ostatni raz banderę opuszczono na nim 15 stycznia tego roku.

## Dowódcy okrętu
Zestawienie zostało opracowane na podstawie Rochowicz 2017 ↓, s. 30 i Wierzykowski 2017 ↓, s. 133:
- por. mar. Bronisław Szewczyk
- ppor. mar. Czesław Gołębiowski
- por. mar. Tadeusz Moskwa
- por. mar. Czesław Łuczak
- kpt. mar. Edmund Drożniakiewicz
- por. mar. Jerzy Żak
- por. mar. Ireneusz Dyrka